# NGC 5144
NGC 5144 هي مجرة لولبية ضلعية تقع في كوكبة الدب الأصغر (كوكبة)

## وصلات خارجية
- NGC 5144 على موقع ويكي سكاي: DSS2, SDSS, GALEX, IRAS, Hydrogen α, X-Ray, Astrophoto, Sky Map, Articles and images